# Holandia na Letnich Igrzyskach Olimpijskich 1968

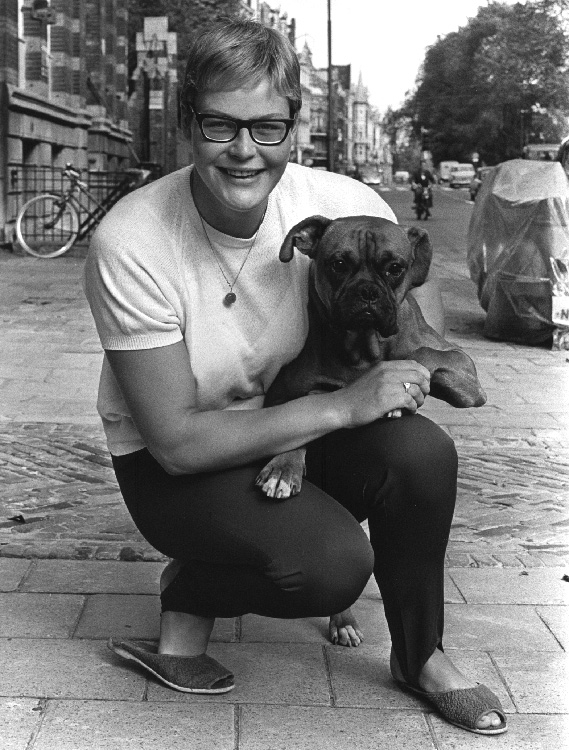
Ada Kok, zdobywczyni złotego medalu

Holandię na Letnich Igrzyskach Olimpijskich 1968 reprezentowało 107 zawodników: 82 mężczyzn i 25 kobiet. Był to 14. start reprezentacji Holandii na letnich igrzyskach olimpijskich.

## Zdobyte medale
| Medal  | Zawodnik                                                | Dyscyplina    | Konkurencja                      |
| ------ | ------------------------------------------------------- | ------------- | -------------------------------- |
| Złoto  | Ada Kok                                                 | Pływanie      | 200 m stylem motylkowym kobiet   |
| Złoto  | Henri Jan Wienese                                       | Wioślarstwo   | Jedynka mężczyzn                 |
| Złoto  | Joop Zoetemelk Jan Krekels Fedor den Hertog René Pijnen | Kolarstwo     | Drużynowa jazda na czas mężczyzn |
| Srebro | Jan Jansen Leijn Loevesijn                              | Kolarstwo     | Tandemy mężczyzn                 |
| Srebro | Harry Droog Leendert van Dis                            | Wioślarstwo   | Dwójka podwójna mężczyzn         |
| Srebro | Roderick Rijnders Herman Suselbeek Hadriaan van Nes     | Wioślarstwo   | Dwójka ze sternikiem mężczyzn    |
| Brąz   | Mia Gommers                                             | Lekkoatletyka | 800 m kobiet                     |